# Ryszard Bryk

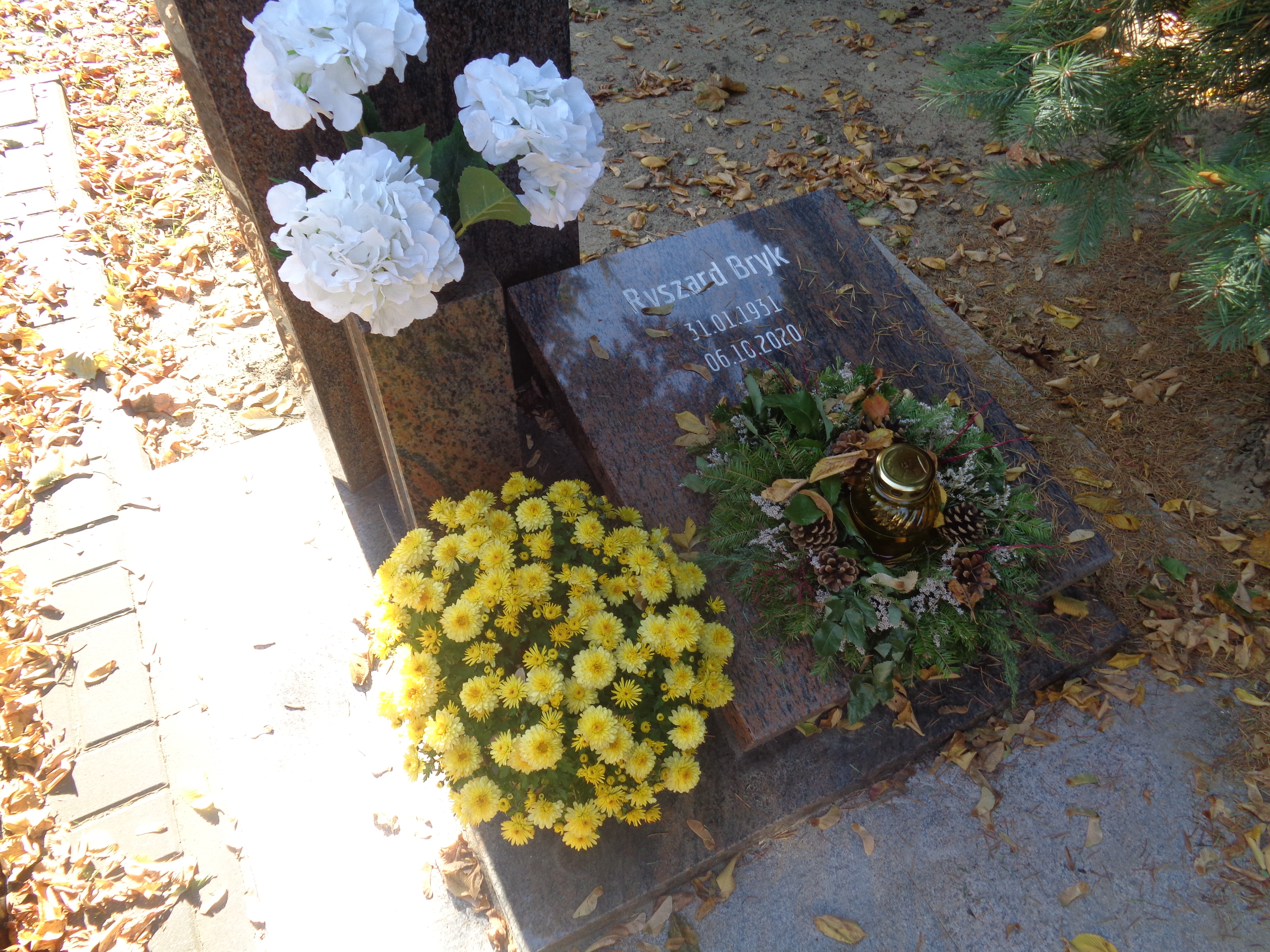
Nagrobek Ryszarda Bryka na cmentarzu wojskowym na Powązkach

Ryszard Bryk (ur. 31 stycznia 1931 w Aleksandrowie, zm. 6 października 2020 w Warszawie) – polski polityk, poseł na Sejm PRL VIII kadencji, podsekretarz stanu w Ministerstwie Hutnictwa i Przemysłu Maszynowego.

## Życiorys
Syn Antoniego i Walerii. W 1951 wstąpił do Polskiej Zjednoczonej Partii Robotniczej. Uzyskał wykształcenie wyższe ekonomiczne w Szkole Głównej Planowania i Statystyki. Od września 1975 do grudnia 1976 pełnił funkcję zastępcy kierownika Wydziału Ekonomicznego Komitetu Centralnego PZPR. Był I sekretarzem Komitetów Wojewódzkich PZPR – od 16 grudnia 1976 do 1 kwietnia 1980 w Skierniewicach, a w od 30 października 1980 do 21 czerwca 1981 w Siedlcach; od 1975 do 1980 pełnił też funkcję szefa prezydium Wojewódzkiej Rady Narodowej w Skierniewicach. Ponadto w 1980 kierował wydziałami KC PZPR – od 31 marca do 6 września Sportu i Turystyki, a od 6 września do 26 października Społeczno-Zawodowym. Od 15 lutego 1980 do 20 lipca 1981 był zastępcą członka KC PZPR.
W latach 1980–1985 pełnił mandat posła na Sejm PRL VIII kadencji, reprezentując okręg Skierniewice. Zasiadał w Komisji Planu Gospodarczego, Budżetu i Finansów. Od grudnia 1981 do października 1987 był podsekretarzem stanu w Ministerstwie Hutnictwa i Przemysłu Maszynowego.
Pochowany 14 października 2020 na Cmentarzu Wojskowym na Powązkach (kwatera D 26, rząd 21, grób 5).